# Балабан (герб)
Балабан (пол. Bałaban) — польский дворянский герб, полученный через нобилитацию, вариация герба Пржерова.

## Описание герба
В червлёном поле голубой стяг на серебряном древке со вздыбленным козлом, повернутым вправо.

## Первые упоминания
Пожалован на Сейме 1676 года Александру Балабану.  